# HumanIK
HumanIK (англ. Human Inverse Kinematics — рус. Инверсная кинематика людей) — подпрограммное обеспечение (англ. middleware) по созданию процедурной анимации, разработанное американской компанией Autodesk. HumanIK предназначен для создания высокореалистичной и интерактивной анимации гуманоидных персонажей для компьютерных игр и компьютерных симуляций.

## Описание
HumanIK предоставляет разработчикам и создателям анимации три ключевых преимущества:
- Более реалистичная анимация персонажей во время исполнения симуляции или игры.
- Меньше тяжелой работы по созданию анимации методом ключевых кадров или захвата движения благодаря процедурной адаптации движения и перенацеливания.
- Более эффективное использование анимационных данных с меньшими техническими накладными расходами.

Динамическая и интерактивная анимация персонажей в HumanIK создаётся при помощи метода инверсной кинематики.
Обработчик (англ. solver) инверсной кинематики изменяет существующие анимации, выполненные с использованием прямой кинематики и таким образом улучшает их синхронизацию с текущим состоянием персонажа и игры. HumanIK предоставляет разработчикам потенциал в создании сложных анимаций персонажей «на лету» посредством переноса и вращения эффекторов (целевых точек) и изменения их настраиваемых параметров.
Обработчик HumanIK может использовать низкодетализированную модель персонажа, тем самым предлагая более быструю обработку анимаций и уменьшенную загрузку ресурсов центрального процессора.
Аниматоры могут устанавливать пределы вращения любого узла вокруг любой оси в анимационной модели персонажа, тем самым ограничивая диапазон движений составных частей персонажа.
HumanIK может помочь совместить ноги и руки персонажа с плоской поверхностью, такой как пол, стена, пандус.
HumanIK поддерживает персонажей, локти и колени которых могут изгибаться назад, как у птиц. Аниматор может установить максимальный угол, на который могут сгибаться колени и локти персонажей.
Технология «перенацеливания» (англ. retargeting) позволяет игровым разработчикам изменять анимационные клипы «на лету», помогая задействовать их к персонажам с различными пропорциями и масштабами.Это упрощает анимационный конвейер за счёт сокращения количества необходимых анимационных клипов, созданных по стандартной методике, которые аниматоры должны были бы вручную приспосабливать отдельно для каждой модели.
На программном уровне HumanIK является модульной многопоточной библиотекой, написанной на языке программирования C++. HumanIK может использоваться на IBM PC-совместимых компьютерах под управлением 32- или 64-битных операционных систем семейства Microsoft Windows. Также он может использоваться на игровых консолях Microsoft Xbox 360, Sony PlayStation 3 и Nintendo Wii.

## Использование
HumanIK используется во многих компьютерных играх. Первой игрой, которая использовала HumanIK, стал стелс-экшен Tom Clancy's Splinter Cell: Chaos Theory 2005 года выпуска. Потом были выпущены другие игры, использующие HumanIK, включая Def Jam: Icon, FIFA Soccer 7, NBA Street Homecourt. Однако самой заметной и известной игрой, которая активно и заметно использовала данную технологию, стал паркур-экшен Assassin's Creed, разработанный Ubisoft Montreal и выпущенный в конце 2007 года.
16 декабря 2008 года было анонсировано соглашение между компаниями Autodesk и Epic Games, согласно которому два подпрограммных продукта Autodesk — HumanIK и Kynapse — стали частью игрового движка Unreal Engine 3 разработки Epic Games. Данное соглашение было проведено в рамках программы «Epic Games’ Integrated Partners Program», которая заключается в интеграции сторонних программных компонентов от третьих разработчиков в движки серии Unreal Engine.
Новейшей игрой, в которой используется HumanIK, является Assassin's Creed II, которая вышла в конце ноября 2009 года для консолей Xbox 360 и PlayStation 3. Ведущий программист игры Джеймс Терьен (англ. James Therien) так прокомментировал решение Ubisoft снова использовать HumanIK: «Одной из главных возможностей, составляющих игровой процесс Assassin's Creed II, является возможность карабкаться. HumanIK позволила нам быстро встроить новые движения в игру и воспроизводить их без необходимости заботиться о качестве решения задач инверсной кинематики».